# 문곡중학교
문곡중학교(文谷中學校)는 대한민국 강원특별자치도 정선군 남면 문곡리에 있는 사립 중학교이다.

## 학교 연혁
- 1969년 11월 6일 : 학교법인 문곡학원 설립인가
- 1970년 3월 3일 : 학급 개설
- 1986년 11월 28일 : 신축교사 준공(교실 9, 관리실 2)
- 1992년 12월 30일 : 교직원 관사 준공
- 2004년 2월 20일 : 김영자 이사장 취임
- 2012년 10월 26일 : 체육관 개관
- 2018년 3월 1일 : 홍두천 교장 취임
- 2024년 1월 5일 : 제52회 졸업식 10명(총 3,259명)
- 2024년 3월 4일 : 신입생 16명 입학

## 참고 자료
- 문곡중학교 - 한국교육학술정보원 학교알리미